# Jaroslav Erno Šedivý
Jaroslav Erno Šedivý (často jen Erno Šedivý; * 15. října 1947 Praha, Československo) je český rockový bubeník. Kariéru zahájil v šedesátých letech a postupně prošel kapelami The Primitives Group, Flamengo a Energit. V roce 1973 emigroval do Spojených států, kde spolupracoval mimo jiné se skupinou Jello Biafry. V devadesátých letech působil se zpěvákem a akordeonistou Jimem Čertem ve skupině Life After Life, s níž vydal album Just Trip (1997). Spolu s Petrem Jandou, Jiřím Kozlem a Józefem Skrzekem hrál v kapele Tarantula.

## Diskografie
- Město ER (Michal Prokop & Framus Five, 1971)
- Kuře v hodinkách (Flamengo, 1972)
- Dežo Ursiny & Provisorium (Dežo Ursiny & Provisorium, 1973)
- Invisible Pedestrian (Invisible Pedestrian, 1988)
- Scratch (Scratch, 1990)
- The Shafter Avenue Experience (Net Wt., 1991)
- Just Trip (Life After Life, 1997)
- Together (GK Brothers Blues Band, 2003)
- Ondřej Hejma & L.L.Jetel (Ondřej Hejma & L.L.Jetel, 2004)